# 345648 Adyendre
345648 Adyendre este o planetă minoră (asteroid) din centura de asteroizi. A fost descoperită pe 1 octombrie 2006 la Piszkéstetői Obszervatórium⁠(d) de  și a fost numită după Endre Ady. 
Obiectul prezintă o orbită caracterizată de o semiaxă mare de 3,168876917804 UAi, o excentricitate de 0,0190717283177, o înclinație de 8,913550339867 ° în raport cu ecliptica.